# در غیر این صورت عصبانی میشیم
در غیر این صورت عصبانی میشیم (ایتالیایی: ...altrimenti ci arrabbiamo!) فیلمی در ژانر اکشن و کمدی به کارگردانی مارچلو فونداتو است که در سال ۱۹۷۴ منتشر شد.
این فیلم در ایران با نام در غیر این صورت عصبانی میشیم دوبله و پخش شده است.

## خلاصه داستان
وقتی دو راننده در یک مسابقه با هم به مقام اول دست پیدا می‌کنند، برای مشخص شدن برنده جایزه آن‌ها تصمیم می‌گیرند مسابقه‌ای دیگر برپا کنند. اما وقتی مافیا جایزه مسابقه را نابود می‌کند آن‌ها تصمیم می‌گیرند آن را پس بگیرند و…

## بازیگران
- باد اسپنسر
- ترنس هیل
- جان شارپ
- مانوئل د بلاس
- دونالد پلیسنس
- پتی شپارد
- آدا پومتی
- رافائل آلبائیسین